# 辻三蔵
辻 三蔵（つじ さんぞう、1974年11月26日 - ）は、フリーのレーシングライター（競馬記者）、解説者。元ホースニュース・馬所属トラックマン。
本名は辻雅俊（つじまさとし）。広島県出身。血液型はO型。広島東洋カープのファン。
2007年に出演した『RIDE ON 22』では、思い出の馬はマンハッタンカフェ、思い出のレースは2001年の日本ダービー（優勝馬・ジャングルポケット）と答えている。

## 来歴
明治大学卒業後、1998年にホースニュース社に入社。美浦トレーニングセンター担当のトラックマンとなる。
2008年2月に「ホースニュース・馬」が休刊。フリーのレーシングライターとなる。
「三蔵」は祖父の名前から。祖父の三蔵が競馬を趣味としており、それが競馬に興味を持つきっかけとなった。なお、その名前にするように薦めたのは井崎脩五郎である。
グリーンチャンネルの『明日のレース分析』や『中央競馬中継EAST』にたびたび出演するほか、JRA公式ウェブサイトで「新馬・クラシック情報」の記事を連載している。

## 主な出演番組
- KEIBAコンシェルジュ（グリーンチャンネル）
- グリーンチャンネル地方競馬中継（グリーンチャンネル）

### 過去
- 中央競馬中継EAST（グリーンチャンネル）
- 明日のレース分析（グリーンチャンネル）